# Morfogenetické pole
Morfogenetické pole je ve vývojové biologii skupina buněk schopných reagovat na jednotlivé lokální biochemické signály vedoucí k vývoji morfologických struktur nebo orgánů. Morfologické pole se v času a prostoru dynamicky mění, uvnitř něj se nachází sbírka vzájemně se ovlivňujících buněk, z níž se formuje nějaký orgán. Vývoj buněk v morfologickém poli jakožto skupiny je pevně určen, buňky v poli končetiny se změní v tkáň končetiny, buňky v srdečním poli se změní v tkáň srdce. Na druhou stranu programování konkrétní buňky v morfologickém poli se může změnit: vývoj jednotlivých buněk v srdečním poli může být na základě signálů mezi buňkami přesměrován tak, aby byly nahrazeny konkrétní poškozené nebo chybějící buňky.